# Super Jump
Super Jump (スーパージャンプ, Sūpā Janpu), abrégé SJ et typographié SUPER JUMP, est un magazine de prépublication de mangas bimensuel de type seinen édité par Shūeisha entre décembre 1986 et octobre 2011. Il est remplacé par le Grand Jump.